# Храм Воскресения Христова (Большие Яльчики)
Храм Воскресения Христова — православный храм в селе Большие Яльчики Яльчикского района Чувашии.
Первый храм в селе был построен на средства прихожан в 1903 году. Представлял собой тёплую деревянную однопрестольную церковь с одной большой главой и 4 малыми. Колокольня была двухъярусная, высота 9 саженей, большой колокол — 4 сажени. Штат причта: священник, псаломщик, В 1930 при священнике отце Клементие служба в церкви проводилась лишь по воскресеньям.
Большеяльчикская церковь закрыта советскими властями в 1930 году и позже разрушена.
Церковная община восстановлена в 1996 году. Службы сначала проходили в молитвенном доме.
25 мая 2005 года началось возведение нового каменного храма. Строительство велось на средства местных предпринимателей и организаций, жителей и уроженцев села. Освящение состоялось 24 ноября 2018 года.